# Neide Aparecida da Silva
Neide Aparecida da Silva (Quirinópolis, 6 de setembro de 1952) é uma filósofa, professora e política brasileira. De fevereiro de 2003 a fevereiro de 2007, foi Deputada Federal pelo estado de Goiás.
Aparecida possui graduação em Filosofia (1981) pela Faculdade de Filosofia da Universidade de Rio Verde. Ela começou trabalhando como professora do ensino médio na rede estadual de Goiás e, de 1984 a 1985, lecionou na Faculdade de Ensino Superior de Rio Verde.
Em 1985, Aparecida filiou-se ao Partido dos Trabalhadores (PT), exercendo a partir de 1997 funções partidárias em Goiânia. Na eleição de 2002, elegeu-se Deputada Federal pelo partido com 82 mil votos. Na câmara baixa do parlamento brasileiro, integrou o Conselho de Ética.
Em 2006, Aparecida concorreu à reeleição, mas obteve a suplência. Em 2009, o Prefeito de Goiânia, Iris Rezende, nomeou-a  Secretária Municipal de Desenvolvimento Econômico, permanecendo no cargo até 2011, quando passou a chefiar a Secretaria Municipal de Educação.